# This Is JLS
This Is JLS a fost o emisiune de televiziune specială avându-i în prim plan pe cei patru artiști componenți ai formației britanice JLS. Realizată de ITV, producția a fost difuzată de canalul adiacent ITV1 pe data de 11 decembrie 2010 la ora 6 PM. Timp de o oră, grupul a interpretat o serie de cântece de pe cele două album de studio promovate — JLS și Outta This World — dar și o preluare a compoziție „Broken Strings” (aparținând cântăreților James Morrison și Nelly Furtado). De asemenea, solista australiană Kylie Minogue a fost unul dintre invitații speciali ai episodului, interpretând alături de formație șlagărul său „All the Lovers”. Spectacolul, realizat de ITV Studios Production în colaborare cu Sony Records și Fulwell 73 și produs de Lee Connolly, Fiona Clark și Kim Ross, a cuprins o serie de momente comice, printre care filmări cu camere ascunse sau surprize pentru un grup restrâns de fani.
Percepția asupra emisiunii a fost împărțită, Keith Watson de la Metro.co.uk fiind de părere că JLS este „probabil cel mai bun lucru care a apărut de la The X Factor”, în timp ce Andrea Mullaney (de la The Scotsman) s-a declarat nesigură cu privire la impactul l-a avut asupra telespectatorilor, afirmând că „probabil, într-o zi This Is JLS va fi amintit cu nostalgie — sau poate că nu”. Programul artistic a fost urmărit de peste 2,58 milioane de telespectatori, cifre ce reprezintă un număr mai scăzut decât principalul rival — Strictly Come Dancing, însă a atras un interes mai ridicat față de documentarul formației difuzat cu un an înainte, JLS Revealed.

## Informații generale
Asemeni anului precedent, ITV a găzduit un spectacol special de o oră, la scurt timp înaintea finalei emisiunii-concurs The X Factor. După ce în 2009 interpreta britanică Cheryl Cole a fost cea care s-a bucurat de această oportunitate, în 2010 grupul muzical JLS a fost contactat în scopul unui proiect similar. Primele informații cu privire la un contract semnat între formație și oficialii ITV au fost publicate de ziarul britanic The Sun în luna iulie a anului 2010, fiind preluate ulterior și de alte surse. Referitor la acest proiect, artiștii componenți ai grupului au declarat că „suntem foarte încântați de faptul că vom realiza un spectacol special cu ITV! Nu am putea fi mai fericiți pentru că am fost rugați, deoarece nu i se întâmplă chiar oricui. Va fi o adevărată celebrare a tuturor celor ce s-au întâmplat în ultimii doi ani”. În mod similar, Layla Smith — responsabil cu departamentul de divertisment din cadrul ITV — a adăugat că „JLS sunt cea mai în vogă formație de băieți din prezent [...] așa că un spectacol întreg dedicat lor va fi o mare plăcere pentru fanii lor și, desigur, pentru ITV”.
Confirmarea oficială a venit la finele lunii octombrie 2010, fiind anunțate totodată și o serie de detalii cu privire la aspectele prezentate de spectacol. De asemenea, deși au existat nedumeriri și zvonuri privitoare la ora de difuzare, acestea au încetat odată cu anunțul oficial, ce anunța faptul că spectacolul urma să fie transmis la ora 6 PM pe data de 11 decembrie 2010.
În comunicatul de presă dezvăluit de ITV au fost prezentate succint momente ale spectacolului, care cuprind o serie de interpretări din partea formației, filmări cu camere ascunse, o serie de surprize pentru un grup restrâns de fani și o secvențe scurte în care fiecare dintre cei patru artiști își imaginează viața în absența formației și a reușitelor profesionale. De asemenea, formația a apelat la James Corden pentru a le furniza idei cu privire la momentele ce urmau a fi incluse în emisiunea televizată. De asemenea, a fost anunțat faptul că alături de JLS se va afla și un invitat special, ulterior fiind dezvăluit faptul că cea invitată a fost interpreta australiană Kylie Minogue. De-a lungul celor aproximativ patruzeci și opt de minute (fără pauză publicitară) formația a interpretat un total de opt înregistrări, șase fiind înregistrări proprii, o preluare („Broken Strings” — de James Morrison și Nelly Furtado) și un duet cu Minogue pentru șlagărul său „All the Lovers”. Unul dintre componenții JLS, Aston Merrygold, s-a declarat încântat de colaborarea cu solista australiană, afirmând că duetul cu Minogue reprezintă „unul dintre cele mai importante momente ale carierei noastre”, întregul grup apreciind-o pe artistă pentru interpretarea sa. Spectacolul a fost realizat de ITV Studios Production în colaborare cu Sony Records și Fulwell 73 și produs de Lee Connolly, Fiona Clark și Kim Ross.

## Participanți
| - Jonathan „JB” Gill (JLS) - Marvin Humes (JLS) - Aston Merrygold (JLS) - Oritsé Williams (JLS) | - Kylie Minogue - Dermot O'Leary - Peter Jones - Corul gospel al comunității din Londra |

## Cântece prezentate
| Cântec              | Interpreți           | Note                                                                                |
| ------------------- | -------------------- | ----------------------------------------------------------------------------------- |
| „Beat Again”        | JLS                  | Inclus pe albumul JLS.                                                              |
| „One Shot”          | JLS                  | Inclus pe albumul JLS.                                                              |
| „Love You More”     | JLS                  | Alături de un cor de muzică gospel. Cântec inclus pe albumul Outta This World.      |
| „All the Lovers”    | Kylie Minogue și JLS | Interpretare a cântecului lui Minogue de pe albumul Aphrodite.                      |
| „Broken Strings”    | JLS                  | Preluare a compoziției interpretate în original de James Morrison și Nelly Furtado. |
| „That's My Girl”    | JLS                  | Cântec nelansat inclus pe albumul Outta This World.                                 |
| „The Club Is Alive” | JLS                  | Inclus pe albumul Outta This World.                                                 |
| „Everybody in Love” | JLS                  | Inclus pe albumul JLS.                                                              |

## Recepție

Interpretarea duetului „All the Lovers” de către JLS și Minogue s-a bucurat de aprecieri pozitive, fiind totodată și singurul număr muzical în care formația a fost acompaniată proeminent la nivel vocal.

Percepția criticilor asupra emisiunii a fost împărțită. Astfel, Keith Watson de la Metro.co.uk a fost de părere că JLS sunt „probabil cel mai bun lucru care a apărut de la The X Factor”, criticând totodată seria de scandaluri ce au învăluit ediția din anul 2010 a emisiunii-concurs. Watson a continuat cu o opinie asupra spectacolului, afirmând că „This Is JLS a fost o întoarcere bizară la era divertismentului de sâmbătă seara, băieții prezentându-și hiturile, făcând un duet cu Kylie și amestecând lucrurile cu momente comice în care își imaginează cum ar fi fost viața lor dacă nu ar fi sărit la bordul trenului X Factor”, concluzionând că deși „nu sunt actori [...] totul a fost la fel de pufos și distractiv ca și când te-ai înveli într-un ambalaj cu bule”. De asemenea, Watson a apreciat interpretarea „convingătoare” a lui Merrygold în rolul de prezentator de teleshopping. Andrea Mullaney de la The Scotsman a fost de părere că „banal cum a fost, acest [spectacol] special JLS a avut rolul de a menține tradiția lungă a spectacolelor pop de varietăți”, amintind de o serie de emisiuni de succes ce aveau în centrul atenției soliști și interpreți, printre care The Sonny And Cher Comedy Hour, Happening For Lulu sau The Johnny Cash Show, pe care le-a asemănat cu o „felie drăguță din istoria muzicală”. De asemenea, Mullaney a adăugat că „probabil, într-o zi This Is JLS va fi amintit cu nostalgie — sau poate că nu, deoarece, din nefericire, starurile pop au o viață de raft mai scurtă acum și timpul lor aproape s-a scurs”. De asemenea, website-ul Idolator a felicitat duetul realizat de JLS și Minogue pe compoziția „All the Lovers”, catalogând interpretarea drept „omogenă”. Aceeași prezentare a fost apreciată și de Capital FM, care s-a declarat impresionat și de interpretarea cântecului „That's My Girl”.
Programul artistic a atras un număr de aproximativ 2,58 milioane de telespectatori și o cotă de piață de 10,8%, fiind descris drept un „eșec” în raport cu spectacolul Strictly Come Dancing găzduit de BBC 1 și difuzat în același interval orar, care a acumulat un total de 10,58 de milioane de telespectatori alături de o cotă de piață de 43.1%. Comparativ cu spectacolul similar realizat de Cheryl Cole în aceeași perioadă în 2010, This Is JLS a atras un interes mai scăzut, emisiunea lui Cole fiind urmărită de aproximativ cinci milioane de persoane, având o cotă de piață de 22%. Cu toate acestea, spectacolul formației a prezentat un interes mai mare față de documentarul grupului din anul precedent, JLS Revealed, ce a atras puțin peste 440.000 de telespectatori (având o cotă de piață de doar 2,9%).

## Personal
- Surse:[3][2]

| - Phil Heyes (regizor) - Kim Moss (producător) - Lee Connolly (producător) - Fiona Clark (producător) - Pete Rowe (regizor — secvențe retrospective) - Paul Mackay (regizor — camera ascunsă) - Michael Gray (machiaj și vestimentație) - Mark McMahon (machiaj și vestimentație) - Chrissie Baker (machiaj și vestimentație) - Sheena Gunn (machiaj și vestimentație) - Natasha Bingham (organizator — scenă) - Dan Shipton (organizator — scenă) - Michael Matheson (organizator) | - Cameron Whitlie (supraveghetor — cameră de filamt) - Kevin Duff (supraveghetor — sunet) - Naomi Neufeld (producător video) - Chris Kenyon (editor) - Damian O'Neill (editor) - Jeremy Scott (editor) - Wendy Hutchinson (producător executiv) - Harry Magee (Modest Management) - Richard Griffiths (Modest Management) - Phil McCaughan (Modest Management) - Nick Raphael (Epic Records) - Jo Charrington (Epic Records) - Thomas Paul (Epic Records) |

Filmat la The London Studios